# Xevioso kulufa
Espèce
Xevioso kulufa est une espèce d'araignées aranéomorphes de la famille des Phyxelididae.

## Distribution
Cette espèce est endémique d'Afrique du Sud. Elle se rencontre au KwaZulu-Natal, au Mpumalanga et au Limpopo.

## Description
Le mâle holotype mesure 6,06 mm et la femelle paratype 9,50 mm.

## Publication originale
- Griswold, 1990 : A revision and phylogenetic analysis of the spider subfamily Phyxelidinae (Araneae, Amaurobiidae). Bulletin of the American Museum of Natural History, no 196, p. 1-206 (texte intégral).